# قره‌قالپاقیا
قره‌قالپاقیا (به ازبکی: Karakalpakiya) یک منطقهٔ مسکونی در ازبکستان است که در قره‌قالپاقستان واقع شده‌است. قره‌قالپاقیا ۳٬۰۱۳ نفر جمعیت دارد.